# Microdulia
Microdulia é um gênero de mariposa pertencente à família Bombycidae.